# Faits économiques et sociaux au XIe siècle

Chronologie de l'économie
Xe siècle - XIe siècle - XIIe siècle

## Événements
- 1005 : premier usage du papier-monnaie (jiaozi) en Chine sous Zhenzong, au début de la dynastie Song[1].

- 969-1171 : période fatimide de l'Égypte[2]. Le commerce de l’océan Indien se détourne de l’Irak et passe de plus en plus par la mer Rouge, encouragé par les Fatimides. Les relations entre Mésopotamie et Syrie souffrent des guerres qui se déroulent en Syrie entre Fatimides et Byzantins. Ces modifications économiques affectent les marchands mais aussi les revenus de l’État buyide. Un net fléchissement démographique est observé en Syrie au début du siècle. Certaines villes sont abandonnées. Les prix agricoles, assez bas, témoignent de la faible demande en denrées alimentaires[3].
- Vers 1030 : le royaume Chola domine l’océan Indien jusqu’aux îles de la Sonde, détournant à son profit le commerce extrême-oriental grâce à la sécurité qu’il assure aux routes maritimes[4].

- Après 1040 : au Japon, à partir de 1040, la restauration puis la réforme du système des domaines octroyés aux familles aristocratiques (shôen) renforce le pouvoir des clans provinciaux et devient un facteur de fragmentation politique et social[5].
- Vers 1050 : le géographe arabe Al-Masudi mentionne le commerce d'esclaves, d'ivoire et de fer, échangés contre des céramiques de Chine et d'Iran entre Mogadiscio et Pemba[6].

- 1069-1076 : réformes de Wang Anshi (1019-1086) en Chine[7] ; équilibre du budget de l’État, prêt sur récolte consenti au printemps aux paysans par l’État, suppression de la corvée remplacée par une taxe (premier impôt personnel). Wang Anshi mène une réforme de l’enseignement (1071-1076) qui donne davantage de place au savoir technique. Mais le chef du parti traditionaliste, l'historien Sima Guang, s'y oppose et la fait retirer à son arrivée au pouvoir en 1086[8].
- 1078 : la Chine produit peut-être 125 000 tonnes de fonte par an ; grâce à l’emploi du coke, l’industrie du fer se développe en Chine de la fin du XIe siècle au début du XIIe siècle[9]. Selon l'historien Robert Hartwell (1966), il s'agit d'une véritable révolution industrielle précoce[10].
- 1088 : à Barus sur la côte ouest de Sumatra (actuelle Indonésie), une inscription atteste la présence d'une ligue de marchands tamouls[11].

### Empire Byzantin
- 1071 : L’Empire byzantin perd l’Asie mineure au profit des Seldjoukides après la bataille de Manzikert[12]. Avec l’Anatolie, Byzance perd son principal fournisseur de laine et son industrie textile semble en avoir beaucoup souffert au moment où les tissus italiens cherchent de nouveaux débouchés en Orient. Nomades, les Turcs ignorent la propriété privée. L’ensemble des terres conquises est considéré comme une propriété collective. En Asie Mineure, le système byzantin s’est complètement dilué lors de l’invasion. La disparition des grands propriétaires est considérée comme une délivrance par les paysans, qui adhérent au nouveau régime. Au cours du XIIe siècle, beaucoup de chrétiens, tentés par ces conditions plus libérales, quittent l’empire grec pour le sultanat de Rum.

- Vers 1075 : le favori de Michel VII, Niképhoritzès, établit à Rhodosto le monopole du commerce du blé dans l'Empire byzantin et confisque les ports particuliers de Thrace, grenier à blé de Constantinople. Le monopole perturbe le commerce : les détenteurs de blé qui le peuvent ne veulent plus vendre, amenant le renchérissement et la rareté. La foule saisit la première occasion pour détruire l’entrepôt (phoundax), siège du monopole (1077)[13]. Devant la coalition des puissants et des étrangers (Vénitiens), le monopole est supprimé en 1078.

- 1081 : début de la dynastie des Comnènes. Dès 1081, l’usurpateur Alexis Ier Comnène décrète que la qualité sénatoriale est incompatible avec les activités marchandes. Les nouveaux sénateurs issus de la bourgeoisie doivent choisir entre leur appartenance au sénat et leurs activités économiques. Les marchands sont écartés de l’aristocratie[14]. Alexis Comnène ne peut affermir son autorité qu’en favorisant le parti aristocratique qui l’a porté au trône : il fait don à ses partisans et à sa famille de nombreuses terres, souvent confisquées à l’Église. À l’égard des autres nobles, les Comnène se contentent de céder une partie du domaine public (pronoia) en contrepartie d’une contribution en homme et en matériel militaire[15]. Avec les Comnène, l’aristocratie foncière, militaire et provinciale constitue la base du système fiscal et militaire à la place de la petite paysannerie, devenue très minoritaire. Depuis le VIIIe siècle, la fiscalité de plus en plus lourde a éliminé les propriétaires les plus faibles, et les impôts des défaillants retombant sur les co-contribables du chôrion, de nouveaux propriétaires abandonnent leurs terres à leur tour. Pour limiter les défections, les terres dont le propriétaire n’a pas payé l’impôt au bout de trente ans sont retirées du ressort fiscal du chôrion au profit de L’État. Ces terres dites clasmatiques sont souvent revendues aux puissants, ce qui contribue à la prédominance de la grande propriété.
- 1082 : Venise acquiert des privilèges commerciaux dans l’empire byzantin et bénéficie d'une exemption totale du kommerkion (taxe de 10 % sur l’importation, l’exportation et la circulation de marchandises)[16].
- 1092 : dévaluation des deux tiers du nomisma, monnaie d'or de l'Empire byzantin de 1071 à 1092. L'empereur Alexis Ier Comnène lance une réforme complète du système monétaire à partir de 1092, introduisant des monnaies d'électrum (alliage d'or et d'argent, de billon (argent et cuivre) et de bronze[17].

### Europe occidentale

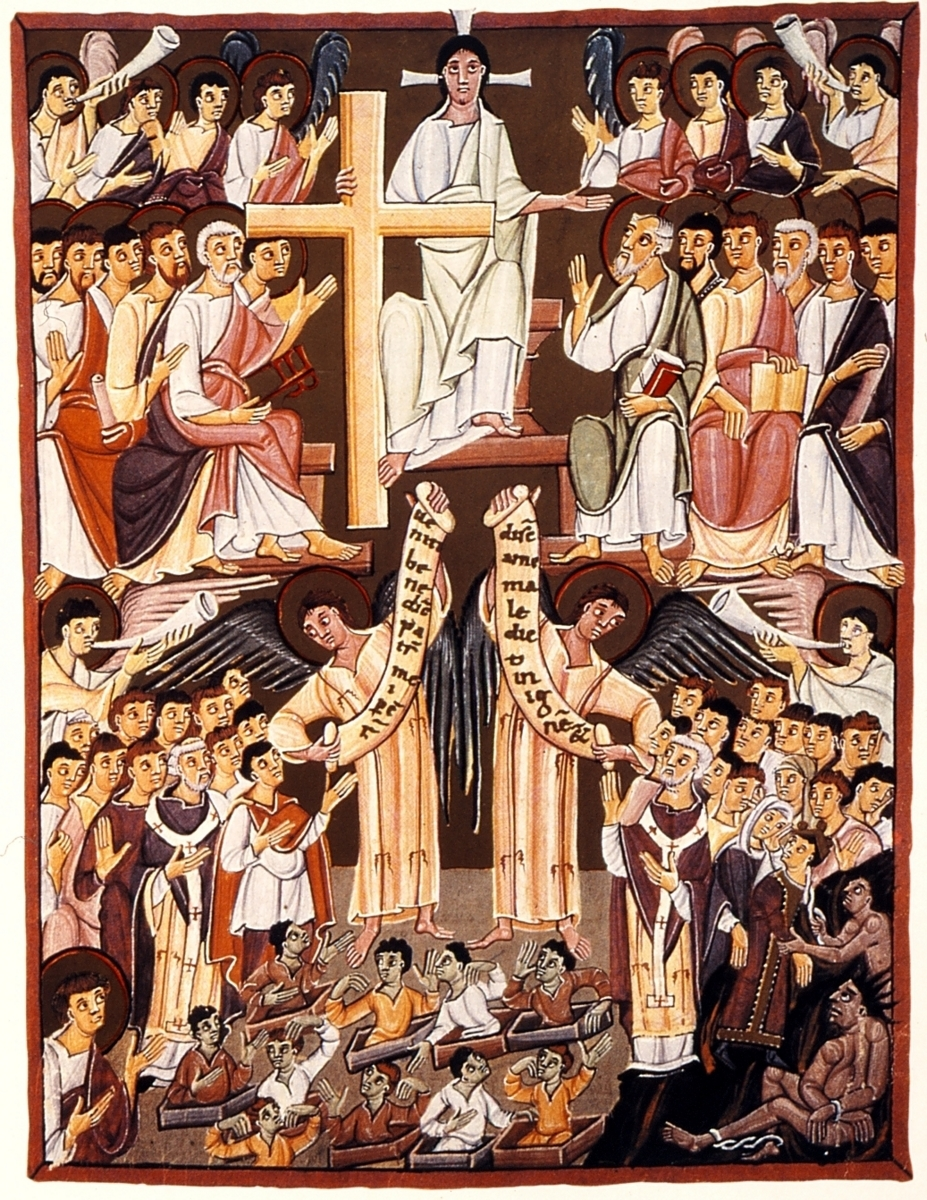
Le Jugement dernier, folio 53 de L'Apocalypse de Bamberg, manuscrit écrit vers 1000-1020.

Autour de l’an Mil, dans l’Empire d’Otton III, la société est figée. Le roi, la noblesse et l’Église dominent de très haut les autres groupes sociaux : les Königsfreie (libres du roi), sont des paysans attachés au sol qui payent la capitation, l’impôt foncier et un impôt du rachat de service militaire ; les leibeigenen (serfs), jouissent d’une certaine liberté de mouvement mais sont souvent la propriété d’évêques où d’abbés. Ils dépendent directement du seigneur ecclésiastique et non du vogt, le prévôt local, ancien juge de centaine carolingien. Parmi eux se recrutent les ministeriales (serviteurs), les artisans, les marchands, etc.
La société de Francie présente par contre un véritable état de fluidité et d’anarchie sociale. Le passage du milieu paysan au milieu noble se fait facilement. La frontière entre libres et non libres est floue. Libres, non libres et noblesse, sans crainte d’un roi puissant, peuvent se livrer à toutes les initiatives économiques et belliqueuses. Ce dynamisme anarchique social s’oppose à l’archaïsme germanique.
Au sud de la Francie, région peu touchée par l’ordre local féodal, la disparition de l’ordre public provoque un regain de violence et parfois un retour au paganisme. Un état d’esprit eschatologique se développe alors à partir des commentaires de l’Apocalypse. Devant les triomphes du Mal (famine, épidémies), face aux ravages des bandes armées de féodaux, les écrivains ecclésiastiques guettent les événements annonciateurs de la fin du monde. Les terreurs de l’an Mil n’ont sans doute jamais existé, mais elles constituent une phase de l’histoire des mentalités : à travers les méditations claustrales, les pèlerinages populaires et les pénitences, la foi cesse petit à petit d’être axée sur la colère de Dieu pour déboucher sur le culte de la Croix et la vision de Jésus souffrant pour les hommes.
La société anglaise féodale à l’époque du Domesday Book est caractérisée par une répartition de ses membres en trois ordres, les clercs, les nobles et les travailleurs. De nombreux contrastes nuancent ce tableau, notamment entre haut clergé et bas clergé et au sein de la noblesse. Celle-ci est composée d’un groupe fermé de grands féodaux (la nobility) qui ne compte guère plus de 250 familles. En dessous d’elle vient la « gentry » qui rassemble les seigneurs terriens de moindre envergure à la multitude des chevaliers (knights et squires). Les « communs » (Commons), principalement des paysans, se diversifient progressivement : artisans, marchands, négociants jouent un rôle de plus en plus actif au point de confisquer à leur profit la représentation des bourgs aux Communes.
Les nobles sont avant tout des propriétaires fonciers qui assurent ainsi leur supériorité économique et sociale. Les tenants en chef reçoivent leurs fiefs directement du roi, en échange de services précis (conseil, ost et aide financière). Leurs possessions sont le plus souvent dispersées pour éviter une trop grande concentration de pouvoir entre les mains de quelques barons. À l’intérieur de leurs domaines, ils concèdent des fiefs à des nobles de moindre rang qui deviennent leurs vassaux. Le processus est reproduit jusqu’au niveau du manoir qui est véritablement la cellule de base de l’édifice social. Celle-ci est composée, autour de la demeure du seigneur, du domaine ou réserve, qui lui appartient en propre, et des parcelles concédées à des tenanciers en échange d’un revenu annuel sous la forme de rentes diverses et de la corvée. Le seigneur exerce aussi un droit de justice sur ses tenanciers, mais la disposition géographique des fiefs fait qu’aucun noble ne peut s’arroger la seigneurie banale, c'est-à-dire le droit de commander en lieu et place du souverain.
La population roturière est divisée entre les hommes libres (freemen ou sokemen), qui doivent fidélité à leur seigneur, sont soumis à sa justice, mais peuvent vendre leur terre, et la masse des non-libres (villeins, bordars, cottars) qui sont attachés à la terre et peuvent être vendus avec. L’esclavage persiste surtout en Cornouailles et à proximité du pays de Galles.
- 1001-1038 : en Hongrie, le roi Étienne remplace le système tribal par une organisation du royaume en comitats (vármegye) administré par des Ispán. La propriété privée apparait et la société est hiérarchisée[20]. Sous les úr, (seigneurs), se trouvent les guerriers libres (jobbágy), et à l’échelon inférieur, le peuple.
- 1010-1027 : rédaction des Droits essentiels de la cité de Pavie, qui détaillent les points de franchissement des cols alpins soumis à des taxes. Ils montrent la richesse de la cité, fréquentée par des marchands anglais, saxons, vénitiens, de Salerne, Gaète et Amalfi[21].
- 1010-1027 :
- 1010 : Barcelone frappe sa propre monnaie (mancus). Les Juifs Bonhom (1010-1030) et Eneas (1030-1059) dirigent les ateliers monétaires du comte[22]. La ville devient la première place de l’or en Europe.
- 1016 – 1035 : le principe des danegelds perdure sous forme d’impôts pendant le règne de Knud le Grand : en 1018, l’Angleterre verse la somme record de 72 000 livres d’argent auxquelles s’ajoutent 10 500 livres pour Londres seule[23].
- Vers 1020 : mention des guildes marchandes de Tiel (ville de Gueldre qui a remplacé Duurstede comme place commerciale) par Albert de Metz : « Les hommes des guildes vivent selon leurs propres lois, se déclarent libérés des dettes au moyen d’un serment et sans qu’il y ait besoin d’une ordalie. Ils ont constitué une caisse commune qu’ils utilisent pour faire de grands banquets »[24].
- 1030-1033 : grande famine en France. Des cas de cannibalisme sont décrits par Raoul Glaber en Bourgogne[25].

- Vers 1050-1080 : première mention de la « caritet », association de marchands de Valenciennes (vers 1050-1070) et de la guilde des marchands de Saint-Omer (guilda mercatoria, vers 1072-1080)[26] ; les premières guildes ou charités apparaissent à la fin du XIe siècle en Flandre et se répandent dans la région rhénane, en Angleterre et dans le Bassin parisien. Ces associations de secours mutuel entre marchands, qui ont à l’origine un caractère religieux et charitable, deviennent des groupements professionnels organisant des caravanes, regroupant des capitaux, installant dans des villes étrangères un consul chargé de défendre leur ressortissants.

- Vers 1060 : le mot miles, désignant les chevaliers, s’impose en Mâconnais, en Île-de-France et en Provence en même temps que s’efface le mot nobilis. À la fin du XIe siècle, il s’étend à toutes les classes de l’aristocratie laïque. L’introduction de l’étrier en Occident permet au cavalier de se vêtir d’un armement lourd (haubert, heaume, écu) et d’utiliser la lance comme arme de choc. La lourdeur du harnachement exige une force peu commune entretenue dès le plus jeune âge par un entraînement intensif (chasse, épreuves du béhourd et de la quintaine, tournois)[27].
- 1060-1065 : apparition dans les villes maritimes italiennes de la commenda, système qui associe un bailleur de fonds à un marchand[28] (colleganza à Venise, societas maris à Gênes).
- Après 1066 : extension de la forêt en Angleterre, consécutive à une politique de reboisement après la conquête normande[29] ; en cent ans, un quart du pays est transformé en forêts.
- 1068-1070 : Le Conflit du mouton et du lin de Winric de Trèves atteste la production de draps de qualité en Flandre exportées dans les vallées du Rhin, de la Meuse et de la Moselle[30].

- Vers 1070-1080 : Saint-Omer est une des premières villes septentrionales à bénéficier d’institutions communales[31].
- 1073-1075 et 1076-1077 : famine et épidémies dues à des hivers rigoureux en Europe occidentale[32].
- 1096-1099 : 
  - lors de la première croisade, comme l’écrit Guibert de Nogent, le désir de partir est si grand que les croisés vendent tous leurs biens, provoquant ainsi une chute de prix catastrophique. Pour se procurer de l’argent, les barons vendent leurs terres ou les engagent auprès des communautés ecclésiastiques. La propriété ecclésiastique s’accroît et la masse monétaire en circulation augmente au détriment des liquidités jusque-là thésaurisées[33].
  - l’échalote est ramenée d’Orient pendant la première croisade[34].

## Démographie
- La population de la Terre s'élève à quelque 253 millions d'individus au début du siècle[35] ; 154 millions en Asie, 41 en Europe, 39 en Afrique, 18 en Amérique, 1 en Océanie[36].
- La population de l'Europe est estimée à 42 millions d'habitants en l'an mil, 46 en 1050 et 48 en 1100[37]. La population de la France dans ses frontière actuelles passe de 5 à 9 millions d'habitants de la fin du Xe siècle à la fin du XIIe siècle[38]. Grâce au réchauffement climatique et à diverses innovations agricoles, la population occidentale est en pleine croissance.
- Quatre-vingt-cinq millions d'habitants sont recensés en Chine en 1080[39]. La majorité vit dans la vallée du Yangzi Jiang ou dans le Sud.

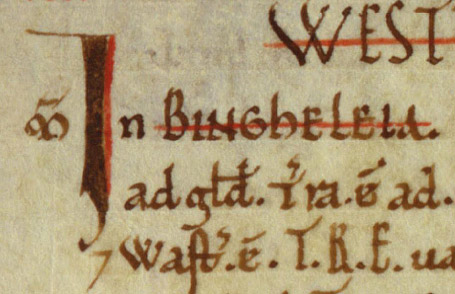
Détail du manuscrit du Domesday Book.

- 1086-1087 : Guillaume le Conquérant fait établir le Domesday Book, un recensement des domaines établi à des fins administratives (fiscales). Il permet d’évaluer la population de l'Angleterre à cette époque à 1 500 000 habitants, ruraux à plus de 90 %[40]. Il recense 112 villes. Londres compte 10 000 habitants, suivie de York, Norwich ou Lincoln (5 000 environ)[41]. Les colons normands sont estimés à 10 000, dont 2 000 chevaliers. Ils s’approprient cependant le quasi-monopole des positions influentes. La famille royale, l’Église et une dizaine de grands seigneurs possèdent chacun respectivement 20 % du territoire.